# Drepanochthonius horridus
Genre
Espèce
Drepanochthonius horridus, unique représentant du genre Drepanochthonius, est une espèce de pseudoscorpions de la famille des Chthoniidae.

## Distribution
Cette espèce est endémique de la région de Valparaíso au Chili. Elle se rencontre vers Zapallar.

## Description
Le mâle mesure 1,6 mm et la femelle 1,7 mm.

## Publication originale
- Beier, 1964 : Die Pseudoscorpioniden-Fauna Chiles. Annalen des Naturhistorischen Museums in Wien, vol. 67, p. 307-375 (texte intégral).